# Patelloa
Patelloa – rodzaj muchówek z rodziny rączycowatych (Tachinidae).

## Wybrane gatunki
- P. facialis (Coquillett, 1897)[1]
- P. fuscimacula (Aldrich & Webber, 1924)[1]
- P. leucaniae (Coquillett, 1897)[1]
- P. meracanthae (Greene, 1921)[1]
- P. pachypyga (Aldrich & Webber, 1924)[1]
- P. pluriseriata (Aldrich & Webber, 1924)[1]
- P. reinhardi (Aldrich & Webber, 1924)[1]
- P. setifrons (Aldrich & Webber, 1924)[1]
- P. silvatica (Aldrich & Webber, 1924)[1]
- P. specularis (Aldrich & Webber, 1924)[1]